# 太田徹也
太田 徹也（おおた てつや、1941年 - ）は、日本のグラフィックデザイナー。
宮崎県生まれ。1963年桑沢デザイン研究所を卒業後、内定していた凸版印刷を断り田中一光デザイン室へ就職。独立後の田中一光の最初のアシスタントとなる。グラフィックデザインの延長線上でCI マーク・ロゴも手がける。全国装幀コンクール通産大臣賞受賞、ADC賞、原弘賞など受賞している。 東京芸術大学、武蔵野美術大学、 桑沢デザイン研究所、創形美術学校非常勤講師。